# Collet de la Pedra
El Collet de la Pedra és una collada de la Vall de Lord (Solsonès) situada a 1.414,6 m. d'altitud entre els municipis de Gòsol (Berguedà) i Guixers (Solsonès)